# 그리스 지하신
그리스 지하신(그리스어: χθόνιος khthonios "땅 안에 또는 밑에 있는", 그리스어: χθών khthōn "땅"에서 파생)의 원어 크토니오스(χθόνιος)의 문자 그대로의 의미는 "지하의, 지하에 있는"이다. 하지만 이 단어의 영어 번역어인 타닉(chthonic)는 지하 세계의 신들이나 정령들을 가리키는 용도로 사용되는데, 특히 고대 그리스 종교에서의 지하신들을 가리키는데 사용된다.  그리스어 크톤(χθών khthōn)은 땅을 뜻하는 여러 그리스어 단어들 가운데 하나이다. 그런데 이 단어의 전형적인 용법을 보면 이 단어는 땅 아래 즉 지하를 가리키는데 사용된다. 이 용법은 가이아(Γαῖα Gaia) 또는 게(Γῆ Ge)가 살아 있는 지표면을 가리키고 코라(χώρα khora)가 영토를 가리키는 것과 구분된다.

## 정형화되지 않는 숭배
지하신들은 일반적으로 신에 희생을 제공하는 방법과 방법을 주로 언급하면서 그리스어로 정확한 기술적 의미를 갖는다. 이들은 고전적인 신화에서 데메테르와 하데스를 포함하지만, 아마도 이것에 한정되는 것은 아니다. 야행성 동물의 제사 희생은 많은 하위 문화적 종파에서 일반적인 관행이었다.
존 채드윅(John Chadwick)은 저서인 《미케네 세계》에서 "많은 희극의 신이 원시 그리스 이전의 종교의 잔재가 될 수 있으며, 다소 지나친 일반화일지도 모르지만 기원전 3천년경에 발칸 반도의 남쪽 부분에 있던 이교도와 올림포스의 신(Olympian Gods)의 기원은 아마도 훨씬 더 복잡할 것"이라고 지적했다.